# Меллон Скейф, Ричард
Ричард Меллон Скейф (англ. Richard Mellon Scaife) (3 июля 1932 — 4 июля 2014) — американский миллиардер, наследник семьи Меллон, владелец газеты Pittsburgh Tribune-Review.

## Биография

### Ранние годы
Меллон Скейф родился в Питтсбурге, штат Пенсильвания, в семье Алана Маги Скейфа, главы богатой питтсбургской семьи, и Сары Корделии Меллон, которая была членом влиятельной семьи Меллон, одной из самых богатых семей в стране. Сара была племянницей бывшего министра финансов США и миллиардера Эндрю Меллона. Вместе с братом, финансистом Ричардом Кингом Меллоном, она была наследницей состояния Меллона, которое включало Mellon Bank и крупные пакеты акций Gulf Oil и Alcoa.
Скейф учился в средней школе в Дирфилдской академии в Дирфилде, штат Массачусетс. Он был исключен из школы в возрасте 14 лет за пьянство. Также он был исключен из Йельского университета после вечеринки с алкоголем. Университет дал ему возможность повторно учиться на первом курсе, но Скейф продолжал пропускать занятия и был отчислен. Благодаря своему отцу, который был председателем попечительского совета, он поступил в Питтсбургский университет и в 1957 году окончил его со степенью бакалавра по английскому языку.
Он унаследовал большую часть состояния Эндрю Меллона, когда умерла его мать в 1965 году.

## Бизнес
В 1970 году Скейф купил малоизвестную провинциальную газету и сделал из неё Pittsburgh Tribune-Review. Изначально газета публиковалась и распространялась только в округе Уэстморленд в Пенсильвании. Благодаря Скейфу деятельность газеты расширилась, фактически он создал газету с нуля.
Основным конкурентом Pittsburgh Tribune-Review на медиарынке Питтсбурга являлась газета Pittsburgh Post-Gazette. Скейф делал всё, чтобы сохранить лидерство своей газеты. Согласно документам о разводе Скейфа, он тратил от 20 до 30 миллионов долларов в год на покрытие убытков Tribune-Review.
В 1972 году он пожертвовал один миллион долларов на избирательную кампанию Ричарда Никсона. Он также был известен как один из организаторов кампании против Билла Клинтона в 1990-x. 15 апреля 1998 года газета New York Times сообщила, что Скейф потратил на эту кампанию почти 2 миллиона долларов. Несмотря на его политическое противостояние Клинтону, они подружились после того, как тот покинул свой пост. Они стали настолько близки, что Клинтон выступил на частной поминальной службе по случаю кончины Скейфа 2 августа 2014 года.
В 2004 году сообщалось, что Скейфу принадлежало 7,2 % Newsmax Media, новостного веб-сайта, ориентированного на консервативную аудиторию, основанного Кристофером Рудди в 1998 году. В 2009 году Скейф, по сообщению СМИ, контролировал 42 % Newsmax, а Рудди был владельцем 58 % акций, также являясь генеральным директором и редактором.
Скейфу принадлежал контрольный пакет акций питтсбургской новостной радиостанции KQV. С 1977 по 1989 год он владел газетой Sacramento Union в Сакраменто, Калифорния.

## Личная жизнь
Его первой женой была Фрэнсис Л. Гилмор. У пары было двое детей, Дженни К. Скейф (род. 8 июля 1963 года; умерла 29 ноября 2018 года) и Дэвид Н. Скейф (род. 5 февраля 1966 года). Впоследствии пара развелась.
В июне 1991 года он женился на своей давней подруге Маргарет «Ричи» Баттл (род. 15 февраля 1947 года). Пара вела активную общественную и культурную жизнь в Питтсбурге. 27 декабря 2005 года они разошлась. Развод был громкий и широко освещался в прессе.
18 мая 2014 года врачи диагностировали у него неизлечимую форму рака.
Предприниматель умер 4 июля 2014 года (штат Пенсильвания) своём доме, на следующий день после 82-го дня рождения.